# Жан I (Лотарингия)
Жан I или Йохан I (на френски: Jean Ier de Lorraine; * февруари 1346; † 23 септември 1390, Париж, Кралство Франция) от фамилията Дом Шатеноа, е херцог на Горна Лотарингия от 1346 до 1390 г.

## Живот
Той е единствен син на херцог Рудолф и втората му съпруга Мария дьо Шатийон, наричана Мари дьо Блоа (* 1323, † 1363), дъщеря на Гуй I дьо Шатийон, граф на Блоа и граф на Дуноа (Дом Шатийон), и съпругата му Маргерите дьо Валоа.
Баща му Рудолф пада убит в битката при Креси на 25 август 1346 г. Жан I тогава е на шест месеца и последва баща си като херцог на Лотарингия под регентството на майка му до 1353 г. и на тъста му Еберхард II, граф на Вюртемберг. Мари дьо Шатильон се омъжва втори път (преди 9 август 1353) за Фридрих VII, граф на Лайнинген († 1376/1378).
През декември 1353 г. Жан I се заклева на император Карл IV и е произведен на генерал-лейтенант на империята в Мозеланд, или заместник на императора на Мозел. През 1356 и отново през 1365 г. Жан I участва в кръстоносния поход на Тевтонския орден против литовците.
На 19 септември 1356 г. Жан I участва на френска страна в битката при Поатие, помага на дофин Шарл във въстанието на парижаните, участва на 19 май 1364 г. при неговата коронация в Реймс. Жан I участва при чичо му херцог Карл от Блоа в бретонската наследствена война, където в битката при Оре на 29 септември 1364 г., Карл е убит, а Жан I попада в плен. Следващите години той помага на Шарл V и по-късно на Шарл VI при обратното завладяване на взетите територии (1360).
На края на своето управление Жан I се дистанцира от френския двор и се сближава с Филип II Смели, херцогът на Бургундия. Жан I умира на 23 септември 1390 г. в Париж, където е за да се защитава пред парламента от обвиненията на жителите на Ньошато.

## Фамилия
Жан I се жени на 16 декември 1361 г. в Щутгарт за София фон Вюртемберг (1343 – 1369), дъщеря на бившия му надзорник, граф Еберхард II фон Вюртемберг (1315 – 1392) и съпругата му Елизабет фон Хенеберг-Шлойзинген (1319 – 1389). Двамата имат децата:
- Карл II (* 1364, † 25 януари 1431), херцог на Лотарингия, ∞ Маргарете от Пфалц († 1434), дъщеря на крал Рупрехт (Вителсбахи)
- Фридрих (* 1370, † 25 октомври 1415), Seigneur de Rumigny, de Boves et d'Aubenton 1391, граф на Водемонт 1394, ∞ Маргерите de Joinville, графиня на Водемонт, дъщеря на Хенри, Sire de Joinville
- Изабела († сл. 1423), ∞ на 26 февруари 1386 за Енгуеранд VII, Seigneur de Coucy, Earl of Bedford, граф на Соасон († 1397, Дом Гент)